# Curassanthura bermudensis
Curassanthura bermudensis är en kräftdjursart som beskrevs av Johann-Wolfgang Wägele och Brandt 1985. Curassanthura bermudensis ingår i släktet Curassanthura och familjen Leptanthuridae. IUCN kategoriserar arten globalt som akut hotad. Inga underarter finns listade i Catalogue of Life.